# François de Beauvais de Briquemault
Pour les articles homonymes, voir Beauvais (homonymie) et Briquemault.
François de Briquemault (vers 1502-1572), parfois appelé François (de) Beauvais  - Beauvais serait son deuxième prénom - , est un des chefs huguenots des Guerres de religion en France, fidèle de l'amiral de Coligny, à l'égal par exemple de Gabriel de Lorges, comte de Montgommery.

## Biographie

### Jusqu'à l'âge de 57 ans: au service du Roi
Né vers 1502, il est le fils aîné de Jean de Briquemault dit Jean de Prégrimault (°? - †1522) et d'Alexane ou Alixant de Sainville. 
À la mort de son père il reçoit le fief de Briquemault (commune de Sainte-Geneviève-des-Bois, Loiret actuel), son cadet Adrien la seigneurie de Villemaugis,  et sa sœur Marguerite épouse le sire Louis de Buffévent. En 1532, il épouse Renée de Jaucourt. 
De 1524 à 1546 sa mère gère son domaine pendant qu'il fait ses premières armes en participant aux guerres du Piémont, sous le règne de François Ier, en compagnie d'Égreville et de Gaspard II de Coligny, contre Charles Quint. Il est aux côtés de l'Amiral de Coligny à la bataille de Cérisoles en Piémont, le 14 avril 1544 où il est fait chevalier de l'Ordre de Saint-Michel.  
Rentré en France, il est précédé par une réputation d'intrépidité. Il est nommé gentilhomme Ordinaire de la Chambre, mais rentre sur ses terres. 
En 1552, il est gouverneur de Saint-Damien près d'Asti . En novembre 1556-1557, il participe à la mise au point des plans pour reprendre la ville de Calais qui est aux mains des Anglais depuis deux siècles. Elle est prise le 6 janvier 1558. 
Les Coligny deviennent seigneurs de Beaumont sur Sainte-Geneviève des Bois et inféodent des terres de leur fief de Sainte-Geneviève à la seigneurie de Briquemault.

### De l'âge de 58 à l'âge de 68 ans: dix ans d'exactions
Un événement va le faire basculer dans le camp huguenot. En 1560, son parent (son frère ?), Adrien de Briquemault, dit le cadet de Villemaugis, est impliqué dans la conjuration d'Amboise. Il est décapité. Va alors naître une haine farouche qui  conduira François de Beauvais aux pires exactions. 
Il se lie d'amitié avec son voisin et suzerain l'amiral Gaspard de Coligny, devenant son Vassal des Entrées. Il occupait déjà également pour ce seigneur le poste de Capitaine sur ses terres de Châtillon-sur-Loing et gardien du scel de la Châtellenie entre 1546 et 1556. Il est gouverneur de Villeneuve-d'Ast en 1561.
En mai 1562, il répond à l'appel aux armes de Condé et intervient à Montargis avec la plus grande brutalité. Le 10 septembre 1562, il est nommé Gouverneur de la Ville de Rouen et conclut avec les Anglais le traité d'Hampton Court le 20 septembre 1562 par lequel la reine Élisabeth s'engage à envoyer en France une troupe de 6 000 hommes et à faire l'avance de 14 000 écus d'or au Prince de Condé sur les 100 000 couronnes convenues. En contrepartie, Coligny doit livrer le Havre, Dieppe et ouvrir Calais.  Il participe à la prise de Dieppe contre les Catholiques le 25 septembre 1562. Le 3 novembre, le roi de Navarre Antoine de  Bourbon, père du futur Henri IV, est blessé le  et expire le 17, aux Andelys. 
Briquemault est à Caen le 1er février 1563 avec Coligny. Le 25 février 1563, il porte lui-même l'argent de la reine d'Angleterre à Coligny. Cette année 1563, il assiège Lormes qui résiste; ses troupes incendient les églises de Gâcogne, Mouron-sur-Yonne, Mhère, Dun-les-Places, Ruère, Montsauche, Saint-Brisson, Ouroux, Chaumard, assassinent le curé de Quarré-les-Tombes. Il reprend la ville de la Charité.
Il reste effacé pendant la seconde guerre de religion de 1567-1568 quand de nombreuses villes, Auxerre, Mâcon, Saint-Gengoux[Laquelle ?], Marcigny sont assiégées et pillées.
Il joue un rôle plus important dans la troisième guerre de religion de 1568-1570 : il participe, aux côtés de l'Amiral de Coligny à la bataille de Jazeneuil le 17 novembre 1568, à la prise du château de Jarnac, le 28 février 1569 et à la bataille de Jarnac, le 13 mars 1569, au cours de laquelle le Prince de Condé,  Louis Ier de Bourbon-Condé, manquant de soutien de la part de Coligny, est désarçonné et tué par Robert de Montesquiou, capitaine des gardes du duc d'Anjou, François de France. 
Cinq jours plus tard, le 18 mars 1569, il attaque Cognac, Saint-Jean-d'Angély et Angoulême. Il passe alors en Nivernais avec 1 500 cavaliers, traverse cette région en y commettant des monstruosités avec la complicité des reîtres de Wolfgang de Bavière, duc des Deux-Ponts, payé par l'or anglais. La soldatesque incendie les faubourgs d'Avallon, massacre les habitants d'Asquins dans l'église, met le feu à l'église de Saint-Père-sous-Vézelay, prend Vézelay et Donzy. Du 10 au 20 mai 1569 ils pillent et détruisent La Charité-sur-Loire, tuant 900 habitants sur une population de 4 300 habitants. Ils pillent ensuite Pouilly-sur-Loire, Champlemy et Cosne-sur-Loire.
Il participe ensuite aux batailles de Roche-l'Abeille, le 23 juin 1569, de Montcontour à la fin du mois de juillet de la même année, et de juillet à septembre au siège de Poitiers et à la défense de Bourg-Dieu et la destruction de l'abbaye de Déols. Il fait lever le siège d'Avallon et participe à la bataille de La Chapelle-d'Angillon, ravitaille Vézelay et n'arrive pas à prendre Bourges. 
En janvier 1570 il exécute un coup de force sur Milly-en-Gâtinais; le 16 mai 1570, il occupe Saint-Étienne  Il stoppe l'armée catholique dans la vallée du Rhône, traverse la Bourgogne en passant par le Morvan, y commettant toutes les exactions possibles. Ayant échoué dans la prise du donjon de Thizy il met le feu à la petite cité. À Saint-Symphorien-de-Lay, ses soldats pénètrent dans l'église, saccagent les lieux, y logent avec chevaux et femmes de mauvaise vie. Il tue d'un coup de pistolet le pauvre Jean Luminier venu lui verser une rançon. De même à Saint-Forgeux, ils violent les femmes et brûlent la ville. Il rejoint Saint-Étienne où se trouve Coligny.
Le 15 juin 1570, à la tête des troupes de l'amiral de Coligny, il pille l'abbaye de Cluny et, le 20 du même mois, l'abbaye de La Ferté, fille aînée de Cîteaux, à la Ferté-sur-Grosne, l'abbé en étant Louis de Breschard.
Le 26 juin 1570 il est à la bataille d'Arnay-le-Duc où il défait les troupes catholiques du Maréchal de Cossé-Brissac. Le 29, il pille les environs d'Autun et Mailly-la-Ville. Ses troupes incendient également l'abbaye de Bellevaux, les églises de Vandenesse, Saint-Honoré-les-Bains, Moulins-Engilbert, Préporché, Onlay, l'église et le prieuré de Commagny, puis la chartreuse Notre-Dame d'Apponay à Rémilly et le château de Ménessaire.  
De retour en Gâtinais avec les troupes de Gaspard de Coligny, ils suivent les Estradiots  dont l'encolure des chevaux est ornée de têtes enfilées. Ces troupes épouvantent la Reine Catherine de Médicis, qui signe la paix de Saint-Germain-en-Laye en août 1570.  
Il rentre pour quelque temps à Briquemault et part ensuite à La Rochelle pour contribuer à la fortification de la place. Il finit par rejoindre la Cour du Roi. Il est chargé de négocier le mariage du Prince de Navarre à la reine Élisabeth Ire d'Angleterre. Il part porter secours à la ville de Mons  avec François de Hangest, seigneur de Genlis. 

### L'année 1572: condamné à mort et exécuté
Présent à Paris lors de la nuit de la Saint-Barthélemy le 24 août 1572, il se réfugie dans le palais de l'ambassadeur d'Angleterre mais y est arrêté sur ordre du roi Charles IX.  Selon une autre version transmise par son contemporain, l'écrivain Brantôme, et plus tard par Claude Courtépée, il se serait enfui de Paris, se retirant sur sa terre de Ruère d'où il ne sortait de son repaire que pour occire les moines des alentours, qu'il mutilait de façon cruelle et barbare et se faisait de ses honteux trophées des colliers qu'il portait avec une impudente audace. Cette affreuse conduite ne pouvait rester longtemps impunie; arrêté et conduit à Paris ... 
... il est condamné à mort le 27 octobre 1572 et se voit confisquer tous ses biens. L'acte de la sentence est ainsi libellé :
« ...Condamne ledict Briquemault à être exauctoré, privé et dégradé de tout honneur, ce faict lesdictz Briquemault et Cavaignes estre menez, et trainez sur chacun une claye par l'exécuteur de haulte justice depuis les prisons de ladicte conciergerie jusques à la place de Grève et illec prenduz et estranglez à une potence croy qu'y sera dressée et erigée pour y demourer l'espace de vingt quatre heures et après portez et penduz au gibet de Montfaucon, a declairé et déclaire tous les biens féodaux desdictz Bricquemault et Cavaignes tenus et mouvants immediatement de la couronne de France reuniz, retourmer et incorporez à acquis et confisquez à icellz et outs leurs autres biens tant meubles que immeuble acquis et confisquez au Roy, et les enfants d'icceultx Bricquemault et Cavaignes ignobles, villains, roturiers, infames intestables, indignes et incapables de tenir aucun estatz, dignitez et offices en ce royaulme et tous et chacuns leurs biens meubles et immeubles saulcuns en ont acquis au Roy prononcé audict Bricquemault et Cavaignes prisonniers et exécuté le vingt setiesme jour d'octobre, l'an mil V soixante douze (signé Ma loy) »
En même temps que son ami Arnaud de Cavagnes, maître des requêtes au Parlement de Toulouse, il est exécuté le 29 octobre 1572, "vieillard presque septuagénaire", par strangulation et pendaison,  en place de Grève, en présence du roi Charles IX, de Catherine de Médicis et du futur Henri IV. Leurs cadavres sont exposés au gibet de Montfaucon, puis dépouillés et mutilés par la populace.
Il fut le premier des Briquemault à ne pas être inhumé dans l'église de Briquemault. De son union avec Renée de Jaucourt, il eut quatre enfants :  Odette, Jean, François et Gaspard. C'est un sien parent qui hérita en partie de la seigneurie de Ruère: Marc de Briquemault, chevalier, capitaine au service du roi de Hollande.
En 1577, par souci d'apaisement, le roi Henri III réhabilitera par acte authentique la mémoire de François de Beauvais de Briquemault. Son petit-fils Jean ne gardera que le patronyme de Briquemault et aura dix enfants de son épouse Lucrèce de Bernay.

## Armoiries
« De gueules à trois fasces d'or à la bande d'hermine brochant sur le tout »

## Seigneuries
(liste non exhaustive)
- Prégrimault qui deviendra Briquemault, puis à partir de 1559 des terres inféodées par Coligny : Le Colombier (ancien château de Bennes), la Quitaillerie, ainsi que le bourg de Sainte-Geneviève-des-Bois. Le château qui devait être rasé ne perdit que deux tours. Il est situé sur une île de 10 hectares entouré par les bras du Loing
- Dannemarie
- Saint-Andeux avec une forêt de 500 arpents, La Mothe-de-Joux ou Cuzy, avec justice, qui mouvait en partie de Ruère, le reste étant tenu en roture, Ferrières, Rouvray, en partie, Joux-lès-Rouvray, fief en toute justice, dans la mouvance du roi, appartenait aux barons de Ruère. Il fait aveu pour la moitié le 10 juillet 1561, au nom de Renée de Jaucourt, son épouse[4]
- Saint-Germain-de-Modéon, fief en toute justice consistant en près, terres, bois de 440 hectares avec les droits seigneuriaux du temps, qu'il acheta aux moines de l'Abbaye Saint-Jean-de-Réome à Moutiers-Saint-Jean en 1562 à François de Beauvais de Briquemault pour 4 000 £, dont il s'acquitta de 900 £ au comptant et dut garder le reste jusqu'au remploi, en soldant 8 %. Il en fit aveu le 12 janvier 1563 et Pré Martin en Auxois[5].
- Ruère
- Saint-Léger-de-Foucheret en partie

## Iconographie
- Gravure sur bois de François de Beauvais, sg de Briquemault, parue dans Théodore de Bèze (1519-1605): Les Icones, bois gravé identique pour les éditions de 1580, 1581 et 1673 à Genève, édité également dans le catalogue de la Herzog August Bibliothek de Wolfenbüttel et reproduite dans Théodore de Bèze  et les ateliers de Laon par Irena Dorota Backers, éd. Droz, 2007, p. 77 à 83/578.p.

## Documents
- Deux dépêches secrètes à Briquemault et Montgommery, au sujet des mesures à prendre en vue du siège de Rouen par l'armée catholique, signées par Condé et par Coligny, le 25 et 24 septembre 1562, ont été écrites au revers d'un pourpoint. En parfait état matériel, elles sont conservées aux Archives nationales de France[6].